# Zgodovina ekologije
O ekologiji se na splošno govori kot o novi znanosti, saj je vidna postala šele v drugi plovici 20. stoletja. Natančneje obstaja dogovor, da se je ekologija pojavila kot posebna disciplina na prelomu 20. stoletja in je bila prepoznavna v javnosti v 60-ih, predvsem zaradi splošne skrbi za stanje okolja. Kljub temu se je ekološko razmišlanje do določene mere pojavilo že veliko prej in s tem so se postopoma razvijala tudi načela ekologije, ki pa so bila tesno povezana z razvojem drugih bioloških disciplin. Za enega prvih ekologov veljata Aristotel in njegov učenec Theophrastus, saj sta se oba zanimala za številne živalske vrste. Theophrastus je prvi opisal medsebojne odnose med živalmi in med živalmi in njihovim okoljem, že v 4. stoletju pred našim štetjem (Ramalay, 1940).

## 18. in 19. stoletje ~ Ekološki šumi

### Botanična ekologija in Alexander von Humboldt
V 18. in na začetku 19. stoletja so pomorske sile kot so bile Britanija, Španija, Portugalska organizirale več svetovnih raziskovalnih ekspedicij, da bi razvile pomorsko trgovino, odkrile nove naravne vire in jih tudi katalogizirale. Na začetku 18. stoletja je bilo znanih okrog 20000 rastlinskih vrst, na začetku 19. stoletja 40000, danes skoraj 4000000.
Tem ekspedicijam se je pridružilo več znanstvenikov, med njimi tudi botaniki kot je bil nemški raziskovalec Aleksander von Humboldt, ki velja za očeta ekologije. Bil je prvi, ki je proučeval razmerja med organizmi in njihovim okoljem. Izpostavil je odnos med opazovanimi rastlinskimi vrstami in podnebji. Opisal je vegetacijska območja in njihovo odvisnost od zemljepisne širine in nadmorske višine, s tem je zasnoval novo znanstveno disciplino, ki se danes imenuje geobotanika.
Pomemben botanik tistega časa je tudi Aime Bonpland.

### Pojem biocenoze: Wallace in Mobius
Alfred Russel Wallace, Darwinov sodobnik in tekmec je bil prvi, ki je predlagal pojem geografija živalskih vrst. Več avtorjev je v tistem času spoznalo, da vrste niso neodvisne druga od druge. Razvrstili so jih v rastlinske vrste, živalske vrste in pozneje v skupnosti živih bitij oz. '''biocenoze'''. Prva uporaba tega izraza se pripisuje Karlu Mobiusu leta 1877, vendar je že leta 1825 francoski naravoslovec Adolphe Dureau de la Malle uporabil izraz societe za skupnost posameznih rastlin različnih vrst.

### Warming in ustanovitev ekologije kot znanstvene discipline
Medtem ko je bil Darwin osredototočen predvsem na tekmovalnost kot dejavnik izbora vrst, je Eugen Warming uvedel novo disciplino, ki je upoštevala nebiotske dejavnike kot so suša, ogenj, sol, mraz...in jih jemala enako resno kot biotske dejavnike. Biogeografija pred Warmingom je bila predvsem opisna. Njegov cilj je bil, da skozi študijo morfologije in anatomije organizmov pojasni, zakaj se vrste pojavijo pod določenim naborom okoljskih danosti. Še več, cilj te nove discipline je bil, da pojasni, zakaj vrste, ki živijo v podobnih habitatih, se spopadajo s podobnimi nevarnostmi, probleme rešujejo na podobne načine, kljub temu, da imajo zelo različno filogenetsko poreklo. Na podlagi svojih opazovanj v Braziliji, na Danskem, Norveškem, Grenlandiji, je Warming začel s prvimi univerzitetnimi predavanji iz biogeografije. Na tej podlagi je napisal knjigo Plantesamfund, ki je bila takoj prevedena v nemščino, poljščino, ruščino,kasneje v angleščino pod naslovom Oecology of plants. Knjiga je imela velik vpliv na britanske in severnoameriške znanstvenike kot so bili Arthur Tansley, Henry Chandler Cowles in Frederic Clements.

### Darvinizem in ekološka znanost
Velja prepričanje, da korenine znanstvene ekologije izvirajo od Darwina. Na prvi pogled se to zdi prepričljivo, saj je njegovo temeljno delo O izvoru vrst polno opazovanj in predlogov, ki nedvomno ustrezajo okvirjem moderne ekologije. Poleg tega, je termin ekologija leta 1866 skoval Ernst Haeckel, trden zagovornik davinizma. Vendarle Darwin izraza ekologija v svojih delih ni nikoli uporabil, poleg tega se pionirski ustanovitelji ekologije, kot so bili Eugen Warming, A.F.W.Schimper, Gaston Bonnier, F.A.Forel, S.A.Forbes in Karl Mobius v svojih delih skoraj nikoli ne sklicujejo na Darwinove ideje. Vzrok za to ni nevednost ali nerazširjenost Darwinovih idej, temveč zato, ker se je ekologija osredotočala na razmerja med morfologijo in fiziologijo na eni strani in okoljem na drugi(predvsem abiotske dejavnike), Darwinov koncept naravnega izbora pa na tekmovalnost.

## Zgodnje 20. stoletje ~ Širitev ekološke misli

### Biosfera - Eduard Suess, Henry Chandler Cowles in Vladimir Vernadsky
Od 19. stoletja je ekologija vzcvetela zaradi novih odkritij Lavoiserja in de Saussureja na področju kemije, zlasti dušikovega cikla. Po opazovanju dejstva da se življenje razvija le znotraj strogih omejitev za vsak prostor ki sestavljajo ozračja, hidrosfera in litosfera, je leta 1875 avstrijski geolog Eduard Suess predlagal izraz biosfera. Ta izraz je Suess predlagal za spodbujanje življenjskih pogojev ki so kot na Zemlji in vključujejo floro, favnp, minerale, materijske cikle in tako naprej.
V 20-ih letih dvajsetega stoletja je ukrajinski geolog, ki je prebegnil v Francijo, Vladimir I.Vernadsky, podrobno opisal idejo o biosferinv svojem delu Biosfera (1926), in opisal temeljna načela biogeokemijskih ciklov. Na ta način je n novo opredelil biosfero kot vsoto vseh ekosistemov.
Prve ekološke poškodbe so zabeležili v 18. stoletju, ko so številne kolonije povzročile krčenje gozdov. Od 19. stoletja naprej, so z industrijsko revolucijo postala vse bolj in bolj pereča vprašanja o vplivu človeške dejavnosti na okolje. Izraz ekolog, je v uporabi od konca 19. stoletja.

### Ekosistem: ArtHur Tansley
Skozi 19. stoletje so se botanična geografija in zoogeografija združile, da tvorijo osnovo biogeografije. Ta znanost ki se ukvarja z navadami vrst, išče pojasnila za razloge za prisotnost določene vrste na določenem mestu.
V letu 1935 je Arthur Tansley, britanski ekolog, skoval izraz ekosistem, ki je interaktivni sistem vzpostavljen med združbami (skupina živih bitij), njihovimi biotopi in okoljem v katerem živijo. Ekologija je tako postala znanost ekosistemov.
Tansleyev koncept ekosistema je sprejel tudi energetik in vplivni učitelj biologije Eugene Odum. Skupaj z bratom Howardom je napisal učbenik, ki (z začetkom v letu 1953) je izobrazil več kot eno generacijo biologov in ekologov v Severni Ameriki.

### Ekološki Uspeh - Henry Chandler Cowles
Na prelomu 20. stoletja je bil Henry Chandler Cowles eden od ustanoviteljev nove študije o dinamični ekologiji, preko svojega študija ekološkega nasledstva na Indiana Dunesu, to je peščena sipina na južnem delu jezera Michigan. Na tem mestu je Cowles našel dokaze o ekološkem nasledstvu vegetacije in tal glede na starost. Cowles se je zelo zavedal korenin koncepta in njegovih (prvobitnih) prednikov. [9] Tako je Prepustil uporabo prve besede francoskemu naravoslovcu Adolpheju Dureau de la Malleju, ki je opisal razvoj vegetacije glede na krčenje gozdov, ter prvo obsežno študijo uspešnih procesov finskemu botaniku Ragnarju Hultu (1885)

## Časovnica ekologov
| Posameznik                | Življenje | Pomembni prispevek |
| ------------------------- | --------- | --- |
| Antonie van Leeuwenhoek   | 1632–1723 | Prvi ki je razvil koncept o prehranskih verigah                                                                                |
| Carl Linnaeus             | 1707–1778 | Vplivni naravoslovec, izumitelj znanosti na gospodarstvo narave                                                                |
| Alexander Humboldt        | 1769–1859 | Prvi ki je opisal povečanje biotske raznovrstnosti po tropih, glede na ekološki naklon zemljepisne širine leta 1807            |
| Charles Darwin            | 1809–1882 | Odkritelj evolucije s pomočjo naravne selekcije, ustanovitelj ekološke raziskave tal                                           |
| Herbert Spencer           | 1820–1903 | Zgodnji ustanovitelj socialne ekologije, skoval frazo Preživetje najmočnejšega                                                 |
| Karl Möbius               | 1825–1908 | Prvi ki je razvil koncept ekoloških skupnosti,biocenoze ali skupnosti ki živi                                                  |
| Ernst Haeckel             | 1834–1919 | Izumitelj izraza ekologija, populariziral raziskave povezav med ekologijo in evolucijo                                         |
| Victor Hensen             | 1835–1924 | Izumitelj izraza plankton, razvil kvantitativne in statistične meritve o produktivnosti v morju                                |
| Eugenius Warming          | 1841–1924 | Zgodnji ustanovitelj Ekološke geografije rastlin                                                                               |
| Ellen Swallow Richards    | 1842–1911 | Pionir in pedagog, ki je povezal mestno ekologijo s človeškim zdravjem                                                         |
| Stephen Forbes            | 1844–1930 | Zgodnji ustanovitelj etnologije in ekoloških konceptov četa 1887                                                               |
| Vito Volterra             | 1860–1940 | Neodvisni začetnik matematičnih modelov populacije v približno istem času kot Alfred J.Lotka.                                  |
| Vladimir Vernadsky        | 1869–1939 | Ustanovitelj koncepta biosfere                                                                                                 |
| Henry C. Cowles           | 1869–1939 | Začetki študij in konceptualni razvoj v študijah ekoloških nasledstev                                                          |
| Jan Christian Smuts       | 1870–1950 | Skoval izraz celovitost v knjigi leta 1926 Holism and Evolution                                                                |
| Arthur G. Tansley         | 1871–1955 | Prvi ki je skoval izraz ekosistem leta 1936 in bil opazen raziskovalec                                                         |
| Charles Christopher Adams | 1873–1955 | Živalski ekolog, biogeograf avtor prve ameriške knjige o živalski ekologiji leta 1913, Ustanovitelj ekološke energetike        |
| Friedrich Ratze           | 1844–1904 | Nemški geograf, ki je prvi skoval izraz biogeografija leta 1891.                                                               |
| Frederic Clements         | 1874–1945 | Avtor prve vplivnejšeameriške knjige o ekologiji leta 1905                                                                     |
| Victor Ernest Shelford]]  | 1877–1968 | Ustanovitelj fiziološke ekologije, začetnik food-web in biomr konceptov, ustanovitelj naravne plovbe in ribolova               |
| Alfred J. Lotka           | 1880–1949 | Prvi ki je matematično pojasnil populacijske modele pojasnujoč tropske (plenilec-plen) interakcije z uporabo logistične enačbe |
| Henry Gleason             | 1882–1975 | Zgodnji pionir ekologije, kvantitativni teoretik, avtor in ustanovitelj individualističnega koncepta ekologije                 |
| Charles S. Elton          | 1900–1991 | Oče živalske ekologije, pionir food-web & niche konceptov in avtor vplivnega besedila Animal Ecology                           |
| G. Evelyn Hutchinson      | 1903–1991 | Limnologist in konceptualno nadgradil koncept the niche                                                                        |
| Eugene P. Odum            | 1913–2002 | Soustanovitelj ekologije ekosistema in ekoloških termodinamičnih konceptov                                                     |
| Howard T. Odum            | 1924–2002 | Soustanovitelj ekologije ekosistema in ekoloških termodinamičnih konceptov                                                     |
| Robert MacArthur          | 1930–1972 | Soustanovitelj Otoške Biogeografije in inovator ekoloških statističnih metod                                                   |

## Vpliv na družboslovje in humanistiko

### Človeška ekologija
Človeška ekologija skozi študijo sprememb v zvezi z nasledstvom vegetacije s svojimi začetki sega v leto 1920 v mesto Chicago. V 1970. letih je to postala samostojna študija. To je zaznamovalo prvo spoznanje, da so ljudje, ki so kolonizirali celotno Zemljo, bili glavni ekološki dejavniki. Ljudje so v veliki meri spremenili okolje z razvojem habitata (še posebej prostorsko planiranje), z intenzivnim izkoriščanjem, kot sta gozdarstvo in ribolov, ter kot stranski učinek kmetijstvo, rudarstvo in industrija. Poleg ekologije in biologije je ta smer študija vključila še veliko drugih naravnih in družbenih ved, kot so antropologija in etnologija, ekonomija, demografija, arhitektura in prostorsko planiranje, medicina in psihologija, in še veliko več. Razvoj ekologije človeških virov je privedel do večje vloge ekološke znanosti pri oblikovanju in upravljanju.
V zadnjih letih je bila človeška ekologija tema, ki je zbudila zanimanje raziskovalcev organizacije. Hannan in Freeman (Population Ecology of Organisations (1977), American Journal of Sociology) trdita, da se organizacije ne le prilagajajo okolju temveč obstaja tudi okolje, ki izbere ali zavrne populacijo. V vsakem danem okolju, bo samo ena oblika organizacije (izomorfizem). Organizacijska ekologija je bila vidna teorija pri obračunavanju raznolikosti organizacij in njihovega spreminjanje sestave v daljšem časovnem obdobju.

### James Lovelock in hipoteza o Gaji
Hipoteza o Gaji, ki jo je predlagal James Lovelock v svojem delu Gaia: A New Look at Life on Earth, je omogočila pogled, da je treba Zemljo obravnavati kot sam živi makro-organizem. Zlasti je trdil, da je skupnost živih organizmov skupaj razvila sposobnost za obvladovanje globalnega okolja - z vplivanjem na glavne fizične parametre, kot sestava ozračja, hitrost izparevanja, kemija tal in oceanov - da se ohranjajo pogoji ugodni za življenje.
Ta vizija je bila predvsem znamenje časa, zlasti vedno večjega zaznavanja po drugi svetovni vojni, da so človekove dejavnosti, kot so jedrska energija, industrializacija, onesnaževanje in prekomerno izkoriščanje naravnih virov, gorivo [eksponentna rast prebivalstva], je bilo nevarno za ustvarjanje katastrofe na planetarni ravni, in je od takrat vplivala na številna okoljevarstvena gibanja.

### Ohranjanje okolja in okoljska gibanja
Okoljska gibanja ter drugi okoljevarstveniki so uporabili ekologijo in druge vede (npr. klimatologija) za podporo svojih stališč. Okoljevarstveni pogledi so velikokrat sporni iz političnih ali gospodarskih razlogov. Kot rezultat, nekatera znanstvena dela v ekologiji neposredno vplivajo na politiko in politično razpravo, te pa pogosto neposredno na ekološke raziskave.
Zgodovina ekologije naj ne bi bila v navzkrižju z mislimi na okolje. Ekologija kot moderna znanost se pojavi šele z objave Darwinovega Izvora vrst in kasnejšega Haeckelovega poimenovanje te znanosti, za 
katero je potreben študij Darwinove teorije. Zavedanju  človeškega vpliva na okolje je bilo slediti do Gilberta Whitea v 18. stoletju Selborne, England. Zavedanju narave in njenih medsebojnih vplivov pa je mogoče slediti celo dlje v preteklost. Ekologija pred Darwinom pa je podobno kot medicina pred odkritjem Pasteurja o nalezljivih boleznih. Zgodovina sicer obstaja, vendar pa je le delno ustrezna. Niti Darwin niti Haeckel, kar je res, nista javno priznala ekoloških raziskav. Enako lahko rečemo za raziskovalce na številnih področjih, ki so prispevali k ekološki misli vse tja do leta 1940, ne da bili označeni za ekologe. Študije prebivalstva Raymonda Pearla so že tak primer. Ekologija kot veda je izšla iz študij, ki so jih opravljali botaniki in rastlinski geografi v poznem 19. in v začetku 20. stoletja, kjer pa paradoksalno manjkajo Darwinove evolucijske perspektive. Vse do Mendelovih študij z grahom, ko so bile ponovno odkrite in se stopile v Moderno sintezo, Verodostojnost Darvinizma je v tem času trpela. Veliko zgodnjih rastlinskih ekologov je imelo lamarckovski pogled na dediščino, tako kot na trenutke Darwin. Ekološke študije živali in rastlin, po možnosti v živo in na tem področju, pa se je pospešeno nadaljeval. 
Ko je bila leta 1915 ustanovljena Ekološka družba Amerike (ESA) je le ta že imela izoblikovano perspektivo. Victor E. Shelford, vodilni pri oblikovanju družbe, si je kot enega od svojih ciljev zadal ohranjanje naravnih območij, ki so bila predmet ekoloških študij, vendar so bila v nevarnosti, da jih človeštvo degradira. Človeška ekologija je bila  vidni del ESA že ob svojem nastanku, kot je razvidno 
tudi iz člankov, kot so:. "Nadzor pljučnice in gripe skozi vreme","Pregled povezave prahu in človeštva , "Ekološki odnos polarnih eskimov" in "Prah v mestih in nalezljive bolezni" v zgodnjih člankih o ekologiji in ekoloških monografijah. Drugi predsednik ESA, Ellsworth Huntington, je bil človeški ekolog. Stephen Forbes, naslednji zgodnji predsednik, je leta 1921 pozival k bolj človeški ekologiji, odkar je bil človek očitno prevladujoča vrsta na Zemlji. Ta ugoden začetek je bil pravzaprav prvi v vrsti napredkov vezan na novo znanost v zvezi z ohranjanjem narave. Človeška ekologije se je nujno osredotočila na 
človekovo vplivanje na okolje ter praktične probleme, ki izhajajo iz tega. Ekologi na splošno so se trudili utemeljiti ekologijo kot temeljno znanost, eden izmed njih z dovolj prestiža pa je bil Ivy League, ki je utiral pot. Motnje v okoljih naj bi preprečevale odkritja skrivnosti narave. Zanimanje za okolje zaradi Dust Bowla je v letu 1935 sprožilo val pozivov k ekologiji, ki naj svoj pogled usmeri na praktična vprašanja. Začetnik ekologije CC Adams se je trudil povrniti človeško ekologijo v znanost. Frederic E. Clements, glavni rastlinski ekolog tega časa je raziskoval vprašanje rabe zemljišč, kar ga je vodilo do Dusta Bowla in k njegovim pogojem o povezavi uspešnosti poljedelstva in podnebja. Paul Sears je svojo knjigo, Deserts of the March, dosegel široko občinstvo. Druga svetovna vojna je bila najbrž razlog, da je bila ekologija potisnjena vstran. Trenja med čisto ekologijo, ki želi razumeti in pojasniti, ter aplikativno ekologijo, ki poskuša opisati in popraviti, so prišla v ospredje po drugi svetovni vojni. Adams je ponovno poskušal potisniti ESA na uporabna področja s pomočjo subvencioniranja za promocijo ekologije. On je napovedal, da je "velika širitev ekologije" ugledna "zaradi svoje 
povezovalne težnje." Ekologi pa so bili občutljivi na dejstvo, da ekologija še vedno ne velja za strogo, kvantitativno znanost. Tisti, ki so se zavzemali za uporabne študije in aktivno sodelovanje na področju ohranjanja narave so bile še enkrat diskretno zavrnjeni. Človeška ekologija je postala del sociologije. Sociolog Lewis Mumford je bil tisti, ki je ponesel ideje Georgea Perkinsa Marsha do modernega zanimanja leta 1955 na konferenci, "Man´s Role in Changing the Face of the Earth.""Vloga človeka pri spreminjanju obličja Zemlje." Na tem prestižnem srečanju so dominirali družboslovci. Na tem srečanju je bila ekologija obtožena "pomanjkanja eksperimentalnih metod" in zanemarjanja "človeka kot ekološkega agenta." Eden izmed udeleženecev je zavrnil ekologijo kot "arhaično in sterilno." V okviru ESA 
je razočarani Shelford začel z Unijo ekologov, ko je njegov Odbor za ohranjanje naravnih pogojev prenehal delovati zaradi notranjih političnih bojev o naravnanosti ohranjanja narave v okviru ESA. Leta 1950 se je mlada organizacija preimenovala in ustanovljena je bila organizacija Nature Conservancy, "Varstvo narave". Ime organizacije si je sposodila angleška vladna agencija za iste namene.
Dva dogodke sta vodila do sprememb v ekologiji, seveda proč od uporabnih problemov. Eden je bil projekt Manhattan. Po vojni je nastal Odbor za jedrsko energijo. Sedaj je to oddelek za energijo (DOE). Njegov proračun je vključeval študije vplivov uporabe jedrskega orožja in proizvodnje. To je pripeljalo ekologijo do priznanja in velike znanosti. Znanost o ekosistemih, tako osnovna kot uporabna, je začela tekmovati s teoretično ekologijo (takrat imenovana evolucijska ekologija in tudi matematična ekologija). Eugene Odum, ki je leta 1953 objavil zelo priljubljen učbenik o ekologiji, je postal prvak ekosistema. V svojih publikacijah je Odum pozival k ekologiji, ekosistem naj bi bil osredotočen na uporabnost.
Drugi dogodek je bila objava knjige Nema pomlad. Knjiga avtorice Rachel Carson je pripeljala ekologijo kot besedo in koncept širši javnosti. Njen vpliv je bil takojšen. Študijska komisija, spodbujena z objavo knjige, je poročala ESA, da njihova znanost še ni pripravljena za prevzem odgovornosti, katera jim je bila naložena. Koncept Carsonove ekologije je bil zelo podoben konceptu Gena Oduma. Kot rezultat je znanost o ekosistemih prevladovala v mednarodnem programu biologije med letoma 1960 in 1970, kar je ekologiji prinašalo denar in prestiž. Nema pomlad je bila pomembma tudi za programe varovanja narave, ki so bili začeti v času Kennedyjeve in Johnsonove administracije in so prešli v zakone prav pred prvim dnevom zemlje. Prispevek ekologov je bil dobrodošel. Nekdanji predsednik ESA, Stanley Cain, na primer, je bil imenovan za pomočnika generalnega sekretarja na Ministrstvu za notranje zadeve. Okoljske zahteve presoje iz leta 1970 iz akta o Nacionalnem varstvu okolja (NEPA) so legitimirale ekologijo kot okoljskega odvetnika. ESA predsednik je pozval k ekološki "Magna Carta". Ugledni kanadski ekolog je to označil za neumnost. NEPA in podobni džavni organi, če nič drugega, so zagotavljali zaposlitev ekologom. V tem je bila sedaj težava. Niti ekologija niti ekologi niso bili pripravljeni na to nalogo. 
Primanjkovalo je ekologov, ki bi bili zmožni študij plivov na okolje zunaj DEA laboratorijev, kar je vodilo do vzpona "instant ekologov" z dvomljivo verodostojnostjo in zmožnostmi. Začele so se ojavljati zahteve po profesionalizaciji ekologije. Maverickov znanstvenik Frank Egler, še posebej, je s svojo ostro prozo prispeval k tej nalogi. Ponovno je nastal razkol med temeljnimi in uporabnimi znanstveniki v okviru ESA, tokrat je zadevo še poslabšalo vprašanje zagovorništva okolja. Polemike o tem, čigava zgodovina naj sedaj sprejme primerno obravnavo so trajale skozi celotna 70-ta in 80-ta, vse do prostovoljnega postopka preverjanja s strani ESA skupaj z lobiranjem v Washingtonu. Po objavi dneva Zemlje, se je poleg vprašanj zagovorništva in profesionalizma, pojavilo še vprašanje ekologije, ki naj se ukvarja z njenimi temeljnimi načeli. Veliko teoretičnih načel in metod, tako znanosti o ekosistemu in evolucijske ekologije je začelo kazati majhno vrednost v okoljskih analizah in ocenah. Ekologi na splošno so se pod pritiski začeli spraševati o njihovih metodah in logiki njihovih raziskav. Osebje z vladnih agencij in okoljevarstvene skupine so bile medtem obtožene uporabe versko dvomljivih načel pri njihovem okoljevarstvenem delu. Upravljanje z ogroženimi vrstami sov je polemike pripeljal do vrhunca. Ohranjanje okolja je za ekologe pomenilo boleče vzporednico, ki so jo z jedrsko energijo ustvarili znanstveniki projekta Manhattan. V vsakem primeru je morala biti znanost usklajena s posameznimi politikami, verskimi prepričanji in svetovnimi nazori, kar je bil težaven proces. Nekaterim 
ekologom je uspelo obdržati svojo znanstveno delo ločeno od svojega zagovorništva; ostali so postali nepopravljivi okoljevarstveniki.

### Ekologija in globalna politika
Ekologija je postala osrednji del politike v svetu že leta 1971, ko je UNESCO začel raziskovalni program z imenom Človek in biosfera s ciljem povečati znanje o medsebojnem odnosu med človekom in naravo. Nekaj let kasneje opredeljen kot koncept rezervata biosfere.
Leta 1972 so Združeni narodi v Stockholmu organizirali prvo mednarodno konferenco o človekovem okolju, ki so jo pripravili Rene Dubos in drugi strokovnjaki. Ta konferenca je bila pravzaprav izvor fraze "Misli globalno, deluj lokalno". Naslednji pomembnejši dogodki v ekologiji so bili razvoj koncepta biosfere in pojav izraza "biotska raznovrstnost", ali zdaj bolj pogosto biodiverziteta v 1980-ih letih. Ti izrazi so bili razviti med srečanjem "Earth Summit" - Vrh zemlje v Riu de Janeiru leta 1992, ko je bil koncept biosfere priznan s strani glavnih mednarodnih organizacij. Na Vrhu je bilo tudi javno priznano povezano tveganje z zmanjševanjem biodiverzitete. Takrat, leta 1997 so bile nevarnosti, s katerimi se sooča biosfera priznane po vsem svetu na  konferenci, ki je vodila do Kjotskega protokola. Še posebej je ta konferenca izpostavila vse  večjo naraščajočo nevarnost učinka tople grede - v zvezi s povišanjem koncentracije toplogrednih plinov v ozračju, kar vodi do globalnih sprememb v podnebju. V Kjotu je večina 
narodov na zemeljski obli spoznala, kako pomembno je na ekologijo gledati globalno, na svetovni ravni in upoštevati vpliv človeka na okolje na zemlji.